# Nordische Skiweltmeisterschaften 1987
Die 36. Nordischen Skiweltmeisterschaften wurden vom 12. bis 21. Februar 1987 in Oberstdorf im Landkreis Oberallgäu ausgetragen. Deutschland war somit zum zweiten Mal nach Oberhof 1931 Ausrichter von Nordischen Skiweltmeisterschaften. Darüber hinaus hatten 1936 in Garmisch-Partenkirchen Olympische Winterspiele stattgefunden. Bei den Spielen werden die Wettkämpfe –  ausgenommen Nordische Kombination – ebenfalls als Weltmeisterschaftswettbewerbe gewertet. Im Langlauf wurde erstmals die Lauftechnik für den jeweiligen Wettbewerb festgelegt.

## WM-Vergabe
Bereits im Mai 1983 wurde Oberstdorf beim 34. FIS-Kongress in Sydney der Zuschlag für diese Weltmeisterschaften erteilt.

## Zuschauer
Laut Angaben des Veranstalters haben annähernd 400.000 Zuschauer die Bewerbe besucht.

## Doping
In Oberstdorf gab es einen Dopingfall. Der US-Amerikaner Kerry Lynch, zunächst Zweiter der Nordischen Kombination, wurde später aber nach einer positiven Dopingprobe disqualifiziert. Davon betroffen war auch das zunächst siebtplatzierte US-Team, das aufgrund des gedopten Kerry Lynch disqualifiziert wurde.

## Sportliche Erfolge
Erfolgreich waren – wie in früheren Zeiten – v. a. die skandinavischen Länder Schweden, Norwegen und Finnland. Im Langlauf überraschten die Italiener mit gleich zwei Goldmedaillen. Die Sowjetunion konnte dagegen wie schon bei den letzten Weltmeisterschaften nicht an die großen Erfolge vergangener Jahre anknüpfen. Auch die in früheren Jahren starken Sportler aus der DDR diesmal keine Medaille erringen.

## Medaillenspiegel
| Platz | Nation           | Gold | Silber | Bronze | Gesamt |
| ----- | ---------------- | ---- | ------ | ------ | ------ |
| 1     | Schweden         | 3    | 2      | 3      | 8      |
| 2     | Norwegen         | 2    | 5      | 3      | 10     |
| 3     | Finnland         | 2    | 3      | 0      | 5      |
| 4     | Italien          | 2    | 0      | 0      | 2      |
| 5     | Sowjetunion      | 1    | 3      | 3      | 7      |
| 6     | Österreich       | 1    | 0      | 2      | 3      |
| 7     | BR Deutschland   | 1    | 0      | 1      | 2      |
| 8     | Tschechoslowakei | 1    | 0      | 0      | 1      |
| 9     | Schweiz          | 0    | 0      | 1      | 1      |

| Platz | Sportler                | Gold | Silber | Bronze | Gesamt |
| ----- | ----------------------- | ---- | ------ | ------ | ------ |
| 01    | Thomas Wassberg         | 2    | 2      | 0      | 4      |
| 02    | Torbjørn Løkken         | 1    | 1      | 0      | 2      |
| 02    | Matti Nykänen           | 1    | 1      | 0      | 2      |
| 04    | Andreas Felder          | 1    | 0      | 1      | 2      |
| 04    | Torgny Mogren           | 1    | 0      | 1      | 2      |
| 04    | Hermann Weinbuch        | 1    | 0      | 1      | 2      |
| 07    | Marco Albarello         | 1    | 0      | 0      | 1      |
| 07    | Jiří Parma              | 1    | 0      | 0      | 1      |
| 07    | Maurilio De Zolt        | 1    | 0      | 0      | 1      |
| 07    | Erik Östlund            | 1    | 0      | 0      | 1      |
| 07    | Gunde Svan              | 1    | 0      | 0      | 1      |
| 07    | Ari-Pekka Nikkola       | 1    | 0      | 0      | 1      |
| 07    | Tuomo Ylipulli          | 1    | 0      | 0      | 1      |
| 07    | Pekka Suorsa            | 1    | 0      | 0      | 1      |
| 07    | Hans-Peter Pohl         | 1    | 0      | 0      | 1      |
| 07    | Thomas Müller           | 1    | 0      | 0      | 1      |
| 17    | Vegard Opaas            | 0    | 2      | 1      | 3      |
| 18    | Trond-Arne Bredesen     | 0    | 2      | 0      | 2      |
| 19    | Michail Dewjatjarow     | 0    | 1      | 1      | 2      |
| 20    | Aki Karvonen            | 0    | 1      | 0      | 1      |
| 20    | Oleksandr Batjuk        | 0    | 1      | 0      | 1      |
| 20    | Wladimir Smirnow        | 0    | 1      | 0      | 1      |
| 20    | Wladimir Sachnow        | 0    | 1      | 0      | 1      |
| 20    | Ole Christian Eidhammer | 0    | 1      | 0      | 1      |
| 20    | Hroar Stjernen          | 0    | 1      | 0      | 1      |
| 20    | Ole Gunnar Fidjestøl    | 0    | 1      | 0      | 1      |
| 20    | Hallstein Bøgseth       | 0    | 1      | 0      | 1      |
| 28    | Ernst Vettori           | 0    | 0      | 2      | 2      |
| 29    | Christer Majbäck        | 0    | 0      | 1      | 1      |
| 29    | Ove Aunli               | 0    | 0      | 1      | 1      |
| 29    | Vegard Ulvang           | 0    | 0      | 1      | 1      |
| 29    | Pål Gunnar Mikkelsplass | 0    | 0      | 1      | 1      |
| 29    | Terje Langli            | 0    | 0      | 1      | 1      |
| 29    | Richard Schallert       | 0    | 0      | 1      | 1      |
| 29    | Franz Neuländtner       | 0    | 0      | 1      | 1      |
| 29    | Sergei Tscherwjakow     | 0    | 0      | 1      | 1      |
| 29    | Andrei Dundukow         | 0    | 0      | 1      | 1      |
| 29    | Allar Levandi           | 0    | 0      | 1      | 1      |

| Platz | Sportlerin          | Gold | Silber | Bronze | Gesamt |
| ----- | ------------------- | ---- | ------ | ------ | ------ |
| 01    | Anfissa Reszowa     | 1    | 2      | 0      | 3      |
| 02    | Marjo Matikainen    | 1    | 1      | 0      | 2      |
| 02    | Anne Jahren         | 1    | 1      | 0      | 2      |
| 04    | Marie-Helene Westin | 1    | 0      | 1      | 2      |
| 04    | Larissa Ptizyna     | 1    | 0      | 1      | 2      |
| 06    | Antonina Ordina     | 1    | 0      | 0      | 1      |
| 06    | Nina Gawriljuk      | 1    | 0      | 0      | 1      |
| 08    | Marianne Dahlmo     | 0    | 1      | 0      | 1      |
| 08    | Nina Skeime         | 0    | 1      | 0      | 1      |
| 08    | Anette Bøe          | 0    | 1      | 0      | 1      |
| 11    | Brit Pettersen      | 0    | 0      | 1      | 1      |
| 11    | Evi Kratzer         | 0    | 0      | 1      | 1      |
| 11    | Magdalena Wallin    | 0    | 0      | 1      | 1      |
| 11    | Karin Lamberg-Skog  | 0    | 0      | 1      | 1      |
| 11    | Annika Dahlman      | 0    | 0      | 1      | 1      |

## Langlauf Männer
- Detaillierte Ergebnisse

### 15 km klassisch

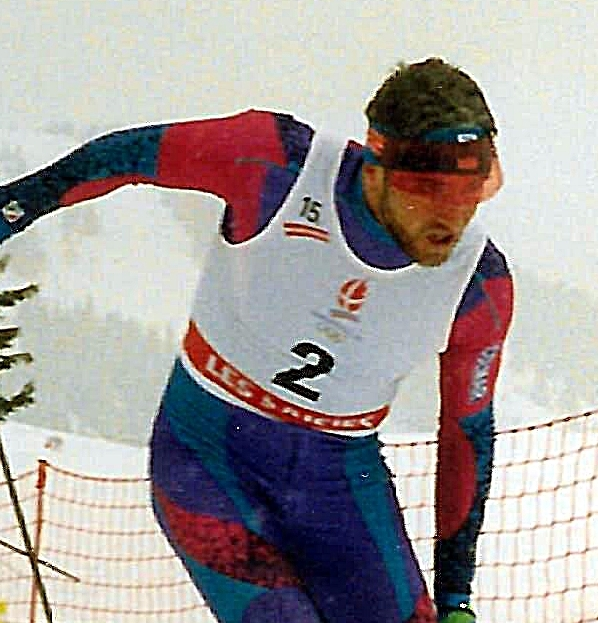
15-km-Langlauf-Sieger Marco Albarello

| Platz | Sportler                | Zeit [min] |
| ----- | ----------------------- | ---------- |
| 1     | Marco Albarello         | 43:01,8    |
| 2     | Thomas Wassberg         | 43:08,6    |
| 3     | Michail Dewjatjarow     | 43:09,6    |
| 4     | Pål Gunnar Mikkelsplass | 43:12,4    |
| 5     | Wladimir Smirnow        | 43:24,6    |
| 6     | Vegard Ulvang           | 43:29,5    |
| 7     | Giorgio Vanzetta        | 43:38,2    |
| 8     | Oleksandr Batjuk        | 43:41,2    |
| 9     | Jari Laukkanen          | 43:52,1    |
| 10    | Juri Burlakow           | 43:52,2    |

Olympiasieger 1984:  Gunde Svan
Weltmeister 1985:  Kari Härkönen
Datum: 15. Februar 1987

### 30 km klassisch

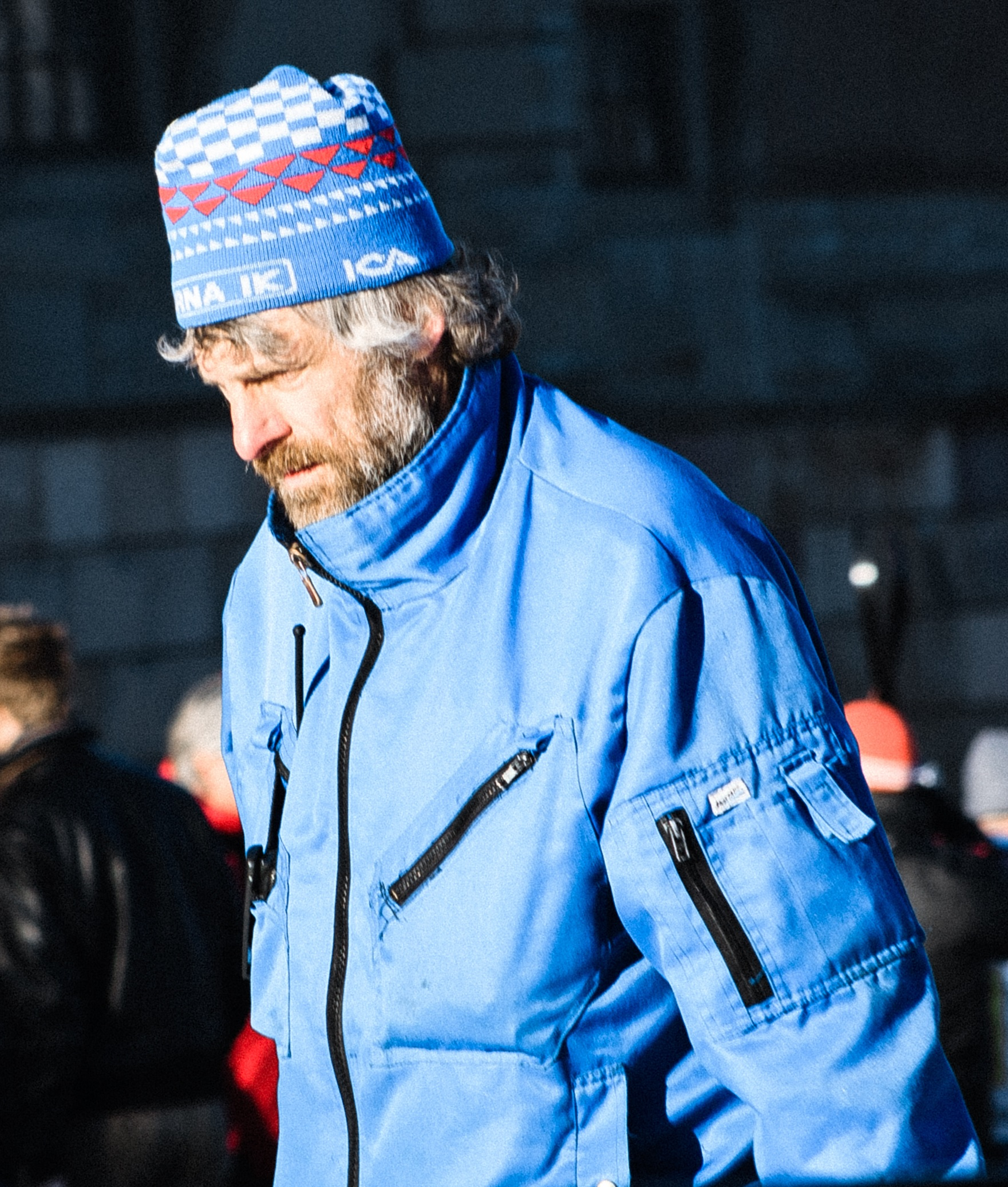
Thomas Wassberg (Foto: 2011) gewann seine WM-Titel sechs und sieben

| Platz | Sportler                | Zeit [h]  |
| ----- | ----------------------- | --------- |
| 1     | Thomas Wassberg         | 1:24:30,1 |
| 2     | Aki Karvonen            | 1:26:24,0 |
| 3     | Christer Majbäck        | 1:26:55,0 |
| 4     | Harri Kirvesniemi       | 1:27:18,7 |
| 5     | Vegard Ulvang           | 1:27:55,2 |
| 6     | Terje Langli            | 1:28:06,0 |
| 7     | Gunde Svan              | 1:29:17,3 |
| 8     | Pål Gunnar Mikkelsplass | 1:29:19,3 |
| 9     | Giorgio Vanzetta        | 1:29:58,1 |
| 10    | Kari Ristanen           | 1:30:16,3 |

Olympiasieger 1984:  Nikolai Simjatow
Weltmeister 1985:  Gunde Svan
Datum: 12. Februar 1987

### 50 kmFreistil
| Platz | Sportler             | Zeit [h]  |
| ----- | -------------------- | --------- |
| 1     | Maurilio De Zolt     | 2:11:27,2 |
| 2     | Thomas Wassberg      | 2:11:49,5 |
| 3     | Torgny Mogren        | 2:12:51,1 |
| 4     | Andreas Grünenfelder | 2:13:26,6 |
| 5     | Kari Ristanen        | 2:15:10,7 |
| 6     | Wladimir Sachnow     | 2:15:19,6 |
| 7     | Vegard Ulvang        | 2:15:30,7 |
| 8     | Albert Walder        | 2:15:33,1 |
| 9     | Ladislav Svanda      | 2:17:20,6 |
| 10    | Jan Ottosson         | 2:17:49,6 |

Olympiasieger 1984:  Thomas Wassberg
Weltmeister 1985:  Gunde Svan
Datum: 21. Februar 1987

### 4 × 10 km Staffel Freistil
| Platz | Land             | Sportler                                                               | Zeit [h]  |
| ----- | ---------------- | ---------------------------------------------------------------------- | --------- |
| 1     | Schweden         | Erik Östlund Gunde Svan Thomas Wassberg Torgny Mogren                  | 1:38:04,6 |
| 2     | Sowjetunion      | Oleksandr Batjuk Wladimir Smirnow Michail Dewjatjarow Wladimir Sachnow | 1:38:30,9 |
| 3     | Norwegen         | Ove Aunli Vegard Ulvang Pål Gunnar Mikkelsplass Terje Langli           | 1:38:48,2 |
| 4     | Tschechoslowakei | Ladislav Švanda Miloš Bečvář Petr Lisičan Pavel Benc                   | 1:39:55,3 |
| 5     | Italien          | Albert Walder Giorgio Vanzetta Maurilio De Zolt Marco Albarello        | 1:40:01,0 |
| 6     | Finnland         | Jari Laukkanen Ari Hynninen Harri Kirvesniemi Kari Ristanen            | 1:40:36,5 |
| 7     | Schweiz          | Battista Bivisi Jeremias Wigger Giachem Guidon Andy Grünenfelder       | 1:40:43,8 |
| 8     | Kanada           | Yves Bilodeau Wayne Dustin Alain Masson Pierre Harvey                  | 1:41:27,2 |
| 9     | Österreich       | André Blatter Markus Gandler Alois Stadlober Alois Schwarz             | 1:41:33,2 |
| 10    | DDR              | Uwe Leipold Uwe Bellman Lutz Lebig Holger Bauroth                      | 1:42:10,6 |

Olympiasieger 1984:  Schweden (Thomas Wassberg, Benny Kohlberg, Jan Ottosson, Gunde Svan)

Weltmeister 1985:  Norwegen (Arild Monsen, Pål Gunnar Mikkelsplass, Tor Håkon Holte, Ove Aunli)
Datum: 17. Februar 1987

## Langlauf Frauen
- Detaillierte Ergebnisse

### 5 km klassisch

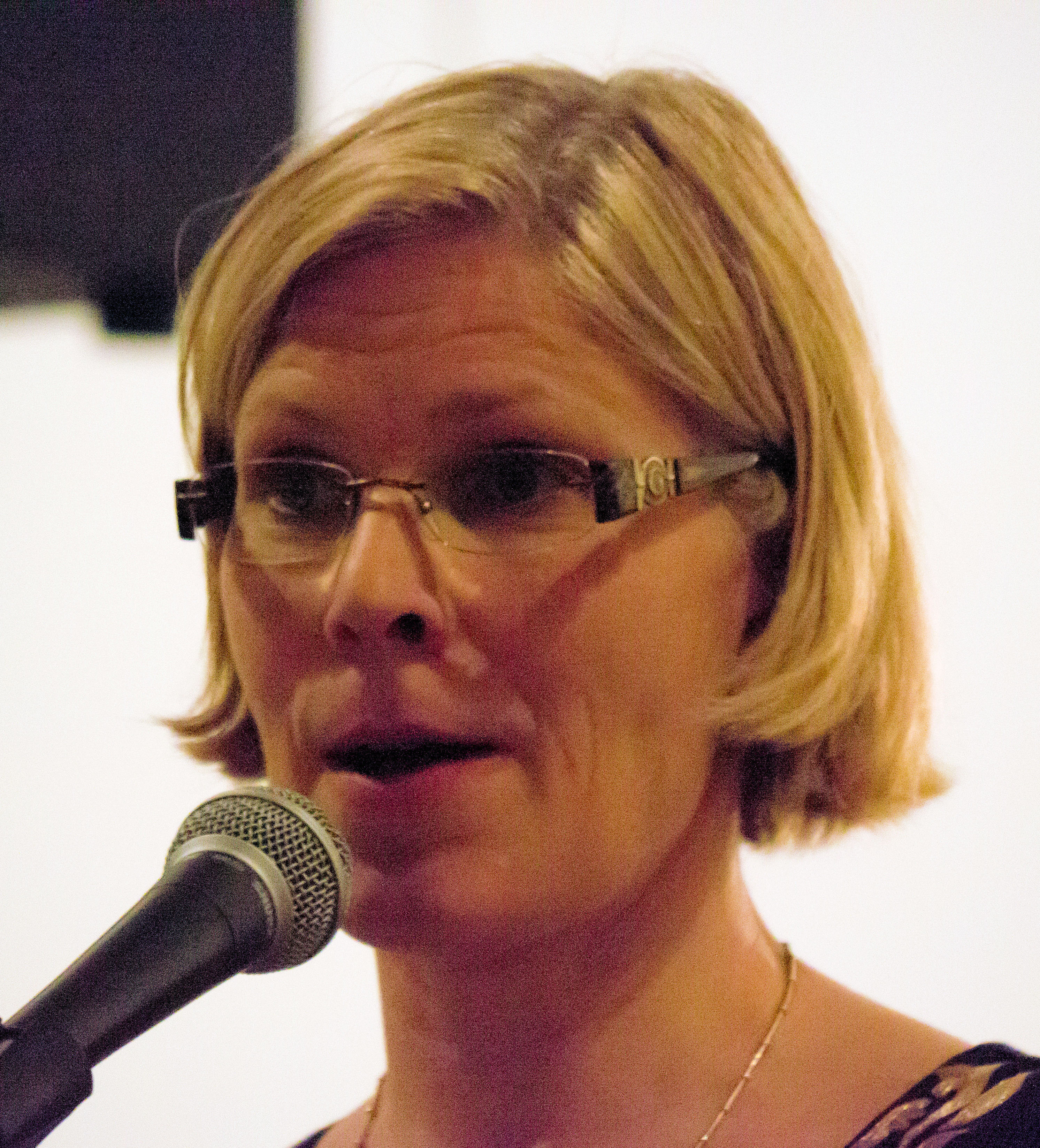
Marjo Matikainen (hier im Jahr 2012) als Politikerin

| Platz | Sportlerin       | Zeit [min] |
| ----- | ---------------- | ---------- |
| 1     | Marjo Matikainen | 14:45,7    |
| 2     | Anfissa Reszowa  | 14:49,3    |
| 3     | Evi Kratzer      | 14:52,5    |
| 4     | Raissa Smetanina | 14:54,7    |
| 5     | Anette Bøe       | 15:02,5    |
| 6     | Brit Pettersen   | 15:02,8    |
| 7     | Annika Dahlman   | 15:04,0    |
| 8     | Anne Jahren      | 15:08,9    |
| 9     | Pirkko Määttä    | 15:12,3    |
| 10    | Marianne Dahlmo  | 15:21,0    |

Olympiasiegerin 1984:  Marja-Liisa Kirvesniemi
Weltmeisterin 1985:  Anette Bøe
Datum: 16. Februar 1987

### 10 km klassisch
| Platz | Sportlerin       | Zeit [min] |
| ----- | ---------------- | ---------- |
| 1     | Anne Jahren      | 31:49,5    |
| 2     | Marjo Matikainen | 31:50,3    |
| 3     | Brit Pettersen   | 32:09,2    |
| 4     | Anfissa Reszowa  | 32:22,4    |
| 5     | Marianne Dahlmo  | 32:25,5    |
| 6     | Nina Skeime      | 32:32,5    |
| 7     | Larissa Ptizyna  | 32:35,8    |
| 8     | Pirkko Määttä    | 32:38,2    |
| 9     | Raissa Smetanina | 32:50,0    |
| 10    | Evi Kratzer      | 33:00,8    |

Olympiasiegerin 1984:  Marja-Liisa Kirvesniemi
Weltmeisterin 1985:  Anette Bøe
Datum: 13. Februar 1987

### 20 km Freistil
| Platz | Sportlerin          | Zeit [min] |
| ----- | ------------------- | ---------- |
| 1     | Marie-Helene Westin | 57:20,5    |
| 2     | Anfissa Reszowa     | 57:47,6    |
| 3     | Larissa Ptizyna     | 58:28,7    |
| 4     | Marjo Matikainen    | 58:34,2    |
| 5     | Christine Brügger   | 58:38,8    |
| 6     | Anette Bøe          | 58:39,9    |
| 7     | Guidina Dal Sasso   | 58:50,7    |
| 8     | Anne Jahren         | 58:51,7    |
| 9     | Antonina Ordina     | 59:19,9    |
| 10    | Gaby Nestler        | 59:23,4    |

Olympiasiegerin 1984:  Marja-Liisa Kirvesniemi
Weltmeisterin 1985:  Grete Ingeborg Nykkelmo
Datum: 20. Februar 1987

### 4 × 5 km Staffel Freistil
| Platz | Land             | Sportlerinnen                                                           | Zeit [h]  |
| ----- | ---------------- | ----------------------------------------------------------------------- | --------- |
| 1     | Sowjetunion      | Antonina Ordina Nina Gawriljuk Larissa Ptizyna Anfissa Reszowa          | 0:58:08,8 |
| 2     | Norwegen         | Marianne Dahlmo Nina Skeime Anne Jahren Anette Bøe                      | 0:58:46,1 |
| 3     | Schweden         | Magdalena Wallin Karin Lamberg-Skog Annika Dahlman Marie-Helene Westin  | 0:59:41,0 |
| 4     | DDR              | Simone Greiner-Petter Susanne Kuhfittig Gaby Nestler Simone Opitz       | 0:59:46,5 |
| 5     | Italien          | Bice Vanzetta Paola Pozzoni Elena Desderi Guidina Dal Sasso             | 1:00:07,7 |
| 6     | Finnland         | Pirkko Määttä Jaana Savolainen Eija Hyytiäinen Marjo Matikainen         | 1:00:22,0 |
| 7     | Kanada           | Angela Schmidt-Foster Carol Gibson Lorna Sasseville Marie-Andrée Masson | 1:00:32,7 |
| 8     | Schweiz          | Karin Thomas Marianne Irniger Christine Brügger Evi Kratzer             | 1:00:35,6 |
| 9     | Tschechoslowakei | Marcela Jebavá Alžbeta Havrančíková Viera Klimková Ivana Rádlová        | 1:01:34,4 |
| 10    | Österreich       | Maria Theuri Margot Kober Cornelia Sutzer Hildegard Embacher            | 1:03:35,1 |

Olympiasiegerin 1984:  Norwegen (Inger Helene Nybråten, Anne Jahren, Brit Pettersen, Berit Aunli)

Weltmeisterin 1985:  Sowjetunion (Tamara Tichonowa, Raissa Smetanina, Lilja Wassiltschenko, Anfissa Romanowa)
Datum: 17. Februar 1987

## Skispringen Männer
- Detaillierte Ergebnisse

### Normalschanze K 90
| Platz | Sportler          | Weiten [m]  | Punkte |
| ----- | ----------------- | ----------- | ------ |
| 1     | Jiří Parma        | 89,5 / 87,0 | 224,4  |
| 2     | Matti Nykänen     | 88,0 / 87,0 | 216,5  |
| 3     | Vegard Opaas      | 90,0 / 85,5 | 215,8  |
| 4     | Hroar Stjernen    | 88,5 / 88,5 | 215,5  |
| 5     | Jens Weißflog     | 86,0 / 89,5 | 215,3  |
| 6     | Ari-Pekka Nikkola | 88,5 / 87,0 | 213,8  |
| 7     | Tuomo Ylipulli    | 89,0 / 85,5 | 212,2  |
| 8     | Pavel Ploc        | 87,0 / 89,0 | 211,1  |
| 9     | Sandro Sambugaro  | 86,0 / 88,5 | 210,7  |
| 10    | Ernst Vettori     | 86,0 / 86,0 | 210,2  |

Olympiasieger 1984:  Jens Weißflog
Weltmeister 1985:  Jens Weißflog
Datum: 20. Februar 1987

### Großschanze K 120
| Platz | Sportler       | Weiten [m]    | Punkte |
| ----- | -------------- | ------------- | ------ |
| 1     | Andreas Felder | 110,0 / 112,5 | 216,0  |
| 2     | Vegard Opaas   | 111,0 / 111,0 | 208,3  |
| 3     | Ernst Vettori  | 108,5 / 109,0 | 207,0  |
| 4     | Matjaž Zupan   | 110,5 / 109,5 | 206,0  |
| 5     | Thomas Klauser | 109,5 / 108,0 | 204,5  |
| 6     | Mike Arnold    | 111,0 / 105,0 | 203,4  |
| 6     | Pekka Suorsa   | 110,5 / 108,0 | 203,4  |
| 8     | Peter Rohwein  | 107,5 / 109,0 | 202,8  |
| 9     | Jiří Parma     | 108,5 / 107,0 | 202,0  |
| 10    | Tuomo Ylipulli | 105,0 / 111,0 | 199,4  |

Olympiasieger 1984:  Matti Nykänen
Weltmeister 1985:  Per Bergerud
Datum: 15. Februar 1987

### Team Großschanze K 120
| Platz | Land             | Sportler                                                                 | Punkte |
| ----- | ---------------- | ------------------------------------------------------------------------ | ------ |
| 1     | Finnland         | Matti Nykänen Ari-Pekka Nikkola Tuomo Ylipulli Pekka Suorsa              | 634,1  |
| 2     | Norwegen         | Ole Christian Eidhammer Hroar Stjernen Ole Gunnar Fidjestøl Vegard Opaas | 598,0  |
| 3     | Österreich       | Ernst Vettori Richard Schallert Franz Neuländtner Andreas Felder         | 587,5  |
| 4     | Tschechoslowakei | Pavel Ploc Jiří Parma Ladislav Dluhoš Martin Švagerko                    | 584,4  |
| 5     | DDR              | Mike Arnold Ulf Findeisen Raimund Litschko Jens Weißflog                 | 582,5  |
| 6     | BR Deutschland   |                                                                          | 575,3  |
| 7     | Jugoslawien      |                                                                          | 563,3  |
| 8     | Schweden         |                                                                          | 532,0  |
| 9     | Sowjetunion      |                                                                          | 529,3  |
| 10    | Frankreich       |                                                                          | 523,8  |

Weltmeister 1984:  Finnland (Markku Pusenius, Pentti Kokkonen, Jari Puikkonen, Matti Nykänen)

Weltmeister 1985:  Finnland (Tuomo Ylipulli, Pentti Kokkonen, Matti Nykänen, Jari Puikkonen)
Datum: 17. Februar 1987

## Nordische Kombination Männer
- Detaillierte Ergebnisse

### Einzel (Normalschanze/15 km)
| Platz | Sportler            | Punkte |
| ----- | ------------------- | ------ |
| 1     | Torbjørn Løkken     | 423,80 |
| 2     | Trond-Arne Bredesen | 422,48 |
| 3     | Hermann Weinbuch    | 421,44 |
| 4     | Allar Levandi       | 420,28 |
| 5     | Klaus Sulzenbacher  | 419,76 |
| 6     | Hippolyt Kempf      | 419,15 |
| 7     | Ján Klimko          | 417,74 |
| 8     | Hans-Peter Pohl     | 417,30 |
| 9     | Thomas Prenzel      | 416,45 |
| 10    | Thomas Müller       | 414,63 |
| …     | …                   | …      |
| 14    | Marko Frank         | 409,90 |

Olympiasieger 1984:  Tom Sandberg
Weltmeister 1985:  Hermann Weinbuch
Datum: 13./14. Februar 1987
Doping: Der US-Amerikaner Kerry Lynch war Zweiter geworden, wurde später aber nach einer positiven Dopingprobe disqualifiziert. Auch in der Mannschaftswertung wurde sein zunächst siebtplatziertes US-Team disqualifiziert.

### Team (Normalschanze K90/3 × 10 km)
| Platz | Land             | Sportler                                              | Punkte    |
| ----- | ---------------- | ----------------------------------------------------- | --------- |
| 1     | BR Deutschland   | Hermann Weinbuch Hans-Peter Pohl Thomas Müller        | 1:24:39,8 |
| 2     | Norwegen         | Hallstein Bøgseth Trond-Arne Bredesen Torbjørn Løkken | 1:26:34,6 |
| 3     | Sowjetunion      | Sergei Tscherwjakow Andrei Dundukow Allar Levandi     | 1:26:45,5 |
| 4     | Österreich       | Werner Schwarz Günter Csar Klaus Sulzenbacher         | 1:29:40,1 |
| 5     | Schweiz          | Hippolyt Kempf Andreas Schaad Fredy Glanzmann         | 1:29:59,4 |
| 6     | DDR              | Thomas Prenzel Thomas Abratis Marko Frank             | 1:31:12,8 |
| 7     | Tschechoslowakei | Frantisek Repka Miroslav Kopal Ján Klimko             | 1:31:28,7 |
| 8     | Finnland         | Jyri Pelkonen Sami Leinonen Jouko Parviainen          | 1:32:06,9 |
| 9     | Japan            | Kazuoki Miyazaki Masashi Abe Hideki Miyazaki          | 1:34:06,7 |
| 10    | Polen            | Janusz Guńka Stanisław Ustupski Tadeusz Bafi          | 1:34:20,5 |

Weltmeister 1984:  Norwegen (Geir Andersen, Hallstein Bøgseth, Tom Sandberg)

Weltmeister 1985:  BR Deutschland (Thomas Müller, Hubert Schwarz, Hermann Weinbuch)
Datum: 19. Februar 1987

## Videolinks
- 1987 FIS World Nordic Ski Championships, youtube.com, abgerufen am 3. November 2023
- Nordic World Ski Championships, Oberstdorf 1987 - 15 km, youtube.com, abgerufen am 3. November 2023
- Thomas Wassberg 30 km Oberstdorf 1987, Langlauf Männer, youtube.com, abgerufen am 3. November 2023
- Skid-VM 1987, Oberstdorf – 30 km, herrar (1 av 3), youtube.com, abgerufen am 3. November 2023
- Skid-VM 1987, Oberstdorf – 30 km, herrar (2 av 3), youtube.com, abgerufen am 3. November 2023
- Skid-VM 1987, Oberstdorf – 30 km, herrar (3 av 3), youtube.com, abgerufen am 3. November 2023
- Nordic World Ski Championships, Oberstdorf 1987 - 50 km, youtube.com, abgerufen am 3. November 2023
- Skid-VM 1982 - Oslo (Holmenkollen) - 4x10 km, youtube.com, abgerufen am 3. November 2023
- Skid-VM 1987, Oberstdorf - 5 km, damer, Skispringen Großschanze, youtube.com, abgerufen am 3. November 2023
- Nordic World Ski Championships, Oberstdorf 1987 – 20 km, Langlauf Frauen, youtube.com, abgerufen am 3. November 2023
- Nordic World Ski Championships, Oberstdorf 1987 - 4x5 km, Langlauf Frauen, youtube.com, abgerufen am 3. November 2023
- Eddie Edwards - Oberstdorf 1987, Skispringen Normalschanze, youtube.com, abgerufen am 3. November 2023
- Ski Jumping Oberstdorf 1987, Skispringen Großschanze, youtube.com, abgerufen am 3. November 2023
- Eddie Edwards - Oberstdorf 1987, youtube.com, abgerufen am 3. November 2023